# Форжинг
Форжинг (від англ. Forging — кування) або мінтинг (від англ. Minting — карбування монет) — створення в різних криптовалютах нових блоків у блокчейні на основі підтвердження частки володіння з можливістю отримати винагороду у формі нових одиниць та комісійних зборів.
Форжинг — не єдина технологія створення нових блоків. Альтернативами є майнінг та ICO . Зазвичай використовується лише одна технологія, але в деяких криптовалютах використовують комбінації з них.
Різні криптовалюти можуть мати окремі умови для участі у форжингу. Наприклад, Nxt дозволяє враховувати у процесі тільки суми, які мають не менше 1440 блоків підтверджень; Emercoin вимагає, щоб активи, що беруть участь в оцінці розміру частки, були депоновані (заморожені) щонайменше 30 днів. У цьому випадку винагорода стає схожою на сплату відсотків за запозитом.